# Ioana I, Contesă de Auvergne
Ioana I de Auvergne (8 mai 1326 – 29 septembrie 1360) a fost fiica lui William al XII-lea de Auvergne și a soției acestuia, Marguerite d'Évreux (sora lui Filip al III-lea de Navara). Ioana a fost regină consort a Franței prin căsătoria cu regele Ioan al II-lea al Franței.

## Biografie
Ioana a moștenit comitatele Auvergne și Boulogne după decesul tatălui ei. Primul ei soț a fost Filip de Burgundia și Auvergne care a deținut titlul de Conte de Auvergne prin virtutea căsătoriei lor. Au avut un singur copil care a supraviețuit, Filip, care a fost în cea mai mare parte a scurtei sale vieții Duce de Burgundia.
După decesul soțului ei, Ioana s-a recăsătorit cu Ioan al II-lea al Franței la 13 februarie 1349; ea a devenit regină consort a Franței în anul următor. Căsătoria a fost de-a doua pentru ambii, prima soție a lui Ioan, Bonne de Boemia, a murit de ciumă lăsându-l pe Ioan cu opt copii. Ioana a murit în 1360. Domeniile ei au fost moștenite de Filip.

### Copii
Cu primul ei soț, Filip, a avut următorii copii:
- Ioana de Burgundia (1344– 11 septembrie 1360), logodită cu Amadeus al VI, Conte de Savoia, însă a murit înainte ca nunta să aibă loc.
- Margareta de Burgundia (n. 1345), a murit în copilărie
- Filip I, Duce de Burgundia (1346 –  21 noiembrie 1361), Duce de Burgundia, s-a căsătorit cu Margareta a III-a, Contesă de Flandra.

Cu al doilea soț, Ioan, a avut următorii copii:
- Blanche de Valois (noiembrie 1350), a murit în copilărie
- Catherine de Valois (1352– 1353)
- un fiu nebotezat (1354)[2]